# 川北 (札幌市)
川北（かわきた）は、北海道札幌市白石区にある地名。

## 概要
およそ南北に2600m、東西に600mで、ほぼ長方形の町域になっており、南部が住宅地、北部が事業用地に分かれる。

## 歴史
- 1881年（明治14年）：入植開始。当時は現在の白石区川下の一部で、一帯が大谷地原野と呼ばれ水田が広がる地域であった
- 1904年（明治37年）：国鉄（現：JR）白石駅からの道路が開通（現在の市道北郷中央線、北海道中央バス白24川下線の道路）。現在でもJR白石駅からすぐの厚別駅寄り踏切の名称は川下街道踏切。　※北郷、川北、川下地区では最初に開通した最も古い道路である。
- 1932年（昭和7年）：札幌郡白石村に一級町村制が施行されると、厚別川の川下にあたる場所であるため札幌郡白石村厚別川下となる。
- 1950年（昭和25年）：白石村が札幌市に編入。札幌市厚別町川下となる。
- 1962年（昭和37年）：札幌市営バス川下線、大通～東札幌経由～川下（現：川下会館前）迄開通（現在の白24系統）。
- 1967年（昭和42年）：農地であった札幌市厚別町川下のうち北白石川を境にして西側に、白石町大谷地及び厚別町川下地域であった北都団地（北郷1～4条・11～14丁目）と同時期に宅地が造成された（現在の川北1条1～3丁目の全域、川北2条1～3丁目の市道北郷中央線（川下線バス通り）沿い、川北3条・4条2～3丁目の一部、北郷4条11、12丁目の一部。）。それを機に川下から分離し札幌市白石町川北として独立。東の川下・西の北郷に挟まれる形となることから、双方の1文字ずつを取り名付けた。
- 1970年（昭和45年）：札幌市立北白石中学校開校（北都中開校まで通学区域であった）。
- 1972年（昭和47年）：札幌市の政令指定都市移行により札幌市白石区白石町川北となる。後に白石町が重複することから削除され、札幌市白石区川北○番地となる。
- 1973年（昭和48年）：札幌市立北都小学校開校。
- 1976年（昭和51年）：札幌市営地下鉄白石駅が開業。川北地区のバスは都心直行だったが、すべてここから発着となる。
- 1977年（昭和52年）：地区内に北海道札幌白石高等学校開校。
- 1977年（昭和52年）：一部で町名整備実施（町名整備とは/札幌市）。札幌市白石区川北○条○丁目○番地となる（現在の川北1条全域、川北2条の一部、北郷4条11、12丁目の一部）。※町名整備についての札幌市の提案では北郷に編入して北郷○条○丁目（現在の川北1条1丁目を北郷5条11丁目～）とする案だったが、川北町内会の意向で川北の地名が残された。
- 1979年（昭和54年）：札幌市立北都中学校開校。
- 1981年（昭和56年）：札幌市立川北小学校開校。
- 1986年（昭和61年）：JR平和駅開業（徒歩圏内に駅が開業した）。
- 1988年（昭和63年）：地区内に厚別通開通
- 1991年（平成3年）：川北1条で住居表示実施。（川北1条○丁目○番○号）併せて厚別通以南の川北地区は北郷4条に編入される。
- 1993年（平成5年）：札幌市営バス白石営業所が地区内に移転。2001年（平成13年）市営バスの廃止により北海道中央バス白石営業所となる。
- 1995年（平成7年）：川北2条～5条住居表示実施。
- 1999年（平成11年）：近隣に 川下公園完成。
- 2000年（平成12年）：札幌市川北土地区画整理組合を結成し、白石高校前の雑種地（89493.36m2）を宅地化。
- 2004年（平成16年）：北海道中央バス55系統北海道中央バス白石営業所～北郷公園～平和大橋～札幌駅前、及び後に57系統白石営業所～厚別通～平和大橋～札幌駅前が開通。28年ぶりに川北地区からの都心直行バスが復活した。

## 隣接地区
- 東：川下（北白石川を境界とする）
- 西：北郷（月寒川を境界とする）
- 南：北郷（厚別通を境界とする）
- 北：東米里

## 住所
| 町丁                | 郵便番号 |
| ------------------- | -------- |
| 川北1条1丁目～3丁目 | 003-0851 |
| 川北2条1丁目～3丁目 | 003-0852 |
| 川北3条1丁目～3丁目 | 003-0853 |
| 川北4条1丁目～3丁目 | 003-0854 |
| 川北5条1丁目        | 003-0855 |
| 川北○番地           | 003-0859 |

## 主要道路
- 厚別通：北郷との境界。

## 交通

### 鉄道
- JR北海道平和駅

### バス
北海道中央バスが運行。地区内に北海道中央バス白石営業所が所在し、札幌駅、JR白石駅、地下鉄白石駅、新さっぽろ駅とを結ぶ路線などが運行されている。詳細は北海道中央バス白石営業所を参照。

## 河川
- 月寒川
- 北白石川

## 周辺
- 北海道札幌白陵高等学校（東米里2062-10）
- 北海道札幌厚別高等学校（厚別区厚別町山本）
- 北海道札幌養護学校（厚別区厚別町山本）

## 教育

### 高等学校
- 道立
  - 北海道札幌白石高等学校（川北2261）

### 中学校
- 市立（地区内に所在しないため、川北地区が学区に含まれる学校を記載）
  - 札幌市立北都中学校（川下749）

### 小学校
- 市立（川北地区が学区に含まれる学校も記載）
  - 札幌市立川北小学校（川北4-2）
  - 札幌市立北都小学校（北郷3-11）

### その他
- 札幌市川北児童会館（川北4-1）